# The Heartbreakers
The Heartbreakers (na niektórych albumach nazwa figuruje jako Johnny Thunders and the Heartbreakers lub Johnny Thunders & The Heartbreakers) – amerykański zespół punk rockowy działający w Nowym Jorku i Londynie w latach 1975–1978, 1984 i 1990.

## Historia
Grupa powstała z inicjatywy byłych muzyków zespołu New York Dolls: gitarzysty Johnny’ego Thundersa i perkusisty Jerry’ego Nolana. Wkrótce dołączył do nich ex–basista Television Richard Hell i zespół zaczął grać regularne występy w nowojorskim klubie CBGB’s, stając tym samym częścią rodzącej się sceny punk (obok m.in. Ramones i Blondie). Thunders przyjął obowiązki wokalne, a tematy utworów – muzycznie porównywalnych z New York Dolls traktowały – oscylowały wokół seksu i narkotyków (wszyscy członkowie byli wówczas tak bardzo uzależnieni od twardych narkotyków, że Thunders rozważał zmianę nazwy z The Heartbreakers na The Junkies ("ćpuny")).
Kariera Hella w The Heartbreakers nie trwała długo – zwłaszcza kiedy stało się jasne, że na jego kompozycje nie będzie miejsca (Thunders został frontmanem grupy). Na jego miejsce został wkrótce zaangażowany Billy Rath – w tym samym czasie w składzie pojawił się również drugi gitarzysta Walter Lure. Tak uformowany zespół (chociaż był jeszcze bez kontraktu płytowego) pojawił się jesienią 1976 na koncertach w Wielkiej Brytanii. Wziął udział w trasie "Anarchy Tour" (u boku Sex Pistols, The Clash i The Damned), która została w dużej mierze skrócona z uwagi na uprzedzenia społeczne na nowe zjawisko jakim w tamtym czasie był punk.
Wiosną 1977 w Wielkiej Brytanii zespół podpisał kontrakt z wytwórnią płytową Track Records i wkrótce ukazał się debiutancki album L.A.M.F. (skrót od wyrażenia "Like a Mother Fu***r"). Płyta sprzedawała się słabo w stosunku do płyt debiutanckich zespołów, które im towarzyszyły podczas "Anarchy Tour" – chociaż utwór "Chinese Rocks" (autorstwa Richarda Hella i basisty Ramones Dee Dee Ramone’a) stał się jednym z klasyków punkrocka. Uzależnienie narkotyczne muzyków coraz bardziej odciskało swoje piętno na działalności The Heartbreakers prowadząc do powolnego rozpadu zespołu (1978). Muzycy reaktywowali grupę na krótko w następnych latach m.in. w 1984, kiedy zagrali kilka koncertów (Live at the Lyceum Ballroom 1984) oraz doprowadzili do reedycji debiutanckiej płyty na nowo zmiksowanej i opatrzonej tytułem L.A.M.F. Revisited. Ostatni powrót The Heartbreakers miał miejsce w 1990, krótko przed śmiercią Thundersa (kwiecień 1991).

## Muzycy
- Johnny Thunders – wokal, gitara
- Richard Hell – gitara basowa (1975–1976)
- Jerry Nolan – perkusja
- Billy Rath – gitara basowa
- Walter Lure – gitara

## Dyskografia

### Albumy studyjne
- L.A.M.F. (1977)

### Albumy koncertowe
- Live at Max's Kansas City (1979)
- D.T.K. Live at the Speakeasy (1982)
- Live at the Lyceum Ballroom 1984 (1985)
- What Goes Around (1991)

### Single
- "Chinese Rocks" (1977)